# Madeira Lufthavn
Madeira Lufthavn (Portugisisk: Aeroportos da Madeira), (IATA: FNC, ICAO: LPMA) (også omtalt Cristiano Ronaldo Airport og Funchal Lufthavn, og tidligere benævnt Santa Catarina Lufthavn) er en international lufthavn der ligger i nærheden af Funchal, Santa Cruz kommune, på øen Madeira i Portugal. I 2009 ekspederede den 2.346.649 passagerer og 21.955 flybevægelser.

## Historie
Lufthavnen blev indviet 18. juli 1964 med en landingsbane på 1.600 meter. Blandt erfarne piloter var lufthavnen berygtet for sin korte landingsbane omgivet af høje klipper og Atlanterhavet, der gjorde at starter og landinger blev særligt svære på Madeira. I årene 1982-86 blev landingbanen forlænget med 200 meter. 
I 2000 blev en yderlige forlængelse af landingsbanen færdiggjort. Banen blev forlænget næsten 1.000 meter til de nuværende 2.781. Det blev et særpræget og senere prisbelønnet bygningsværk. Da landingsbanen skulle forlænges ud i havet, valgte man at bygge den ovenpå 180 søjler der blev rejst i havet. Hver søjle er omkring 70 meter høj. Lufthavnen betegnes som en af de vanskeligste i verden at lande i.

## Ulykker
- 5. marts 1973, et Sud Aviation Caravelle 10R fly (Reg: EC-BID) fra selskabet Aviaco styrter i havet. 3 besætningsmedlemmer omkommer.

- 19. november 1977, TAP Portugal Flight 425, et Boeing 727 fly styrter forulykker efter landingen. Ud af 164 ombordværende, omkom 131 personer.

- 18. december 1977, SA de Transport Aérien Flight 730, et Sud Aviation Caravelle 10R (Reg: HB-ICK) styrter i havet kort før landing. Ud af 57 ombordværende, omkom 36 personer.